# 爆肝工程師的異世界狂想曲角色列表
《爆肝工程師的異世界狂想曲》角色列表，列舉日本作家的輕小說作品《爆肝工程師的異世界狂想曲》的登場人物。

## 佐藤一行人
佐藤（聲：堀江瞬）
主角，本名「鈴木一郎」，29歲，原本在遊戲製作公司擔任程式設計師，某天在連續工作30小時之後，一覺醒來，發現已經穿越到了與自己設計的遊戲極為相似的異世界，並且身處荒野（龍之谷），而且身體變回15歲時的年輕模樣「由於異世界的一小時有七十分鐘，且一天有28小時，所以精神上是29歲，肉體是15歲」。
個性溫柔、待人和善，因此在異世界中廣受女性愛慕，不過都是不滿20歲的少女，甚至大多數都是只有10來歲的幼女，因為本人堅持20歲以上才能成為對象，因此並未對周遭的女性出手，反而時不時的會找機會溜去紅燈區消費。
因為在龍之谷中意外遭遇到數百隻怪物的襲擊，而情急之下連續發動了存在於功能表上的拋棄式魔法「流星雨」3次。其結果不但將怪物大軍消滅殆盡，還連同將龍之谷內所有龍族都一併擊殺，甚至連異世界的柱神之一的「龍神」都一併打倒。
由於流星雨的3連擊血洗了龍之谷的關係，等級一口氣從1級飛越至310級，並且支配了龍之谷。與此同時還得到了重達303噸的數千萬枚的金幣與其他各種貨幣，不過由於流星雨的關係，道具類大部分都已經毀損，只剩一把神劍、四把聖劍、兩把魔劍、一把聖槍、一面聖盾以及數把魔法槍。
自從龍之谷的事件發生後，世界上龍的數量大量減少（全世界有七成的龍在龍之谷生活），此後在心中將龍種（亞龍種不算）歸類在保育類生物中。
雖然意外得到最高等級，但是一開始並沒有持有戰鬥系的技能，因此剛開始在異世界旅遊時並不善於戰鬥，特別是面對只能使用魔法或魔法武器才能造成傷害的魔族，直到取得了勇者稱號後才能發揮真正發揮聖劍的威力。
不知為何，不論是生活用還是戰鬥用，所有技能都能在嘗試的瞬間獲得。
隨著故事的進展逐漸獲得各式樣的生活技能，逐漸成為了一個幾乎無所不能的人（唯一遺憾的是即使演奏技能點滿依然是個音痴，吹的葉笛甚至難聽到被蜜雅命令不准演奏）。而在戰鬥時也會因對方的攻擊而在瞬間取得對方的所使用的魔法抗性與其系統，但是因為不會詠唱因此無法正常使用魔法，只能依賴魔法捲軸來使用魔法。
擁有四種獨特技能，「主選單」、「部隊製作」、「部隊配置」、「不滅」。除了「主選單」以外其他三種都無法使用，但是「主選單」卻是萬用技能，包含了可以進行搜索的雷達功能、可以進行儲存物品的道具欄、可以將使用過得魔法移入的魔法欄。因為魔法欄可以將使用過得魔法紀錄並起隨意使用，因此依然能夠使用「流星雨」，同時也經常花大錢購買魔法捲軸來讓魔法欄紀錄使用。
於第4卷中成為穆诺男爵領的家臣，被授予名譽士爵的地位，獲得姓氏，改名為「佐藤・潘德拉岡」。
在進行旅行的旅行中不停的研究和研发不同的聖劍、魔劍等武器，在迷宮都市首次進入迷宮時，花费了5天时间在迷宫里制造别墅和收集百多粒以上魔核等（實際上收集了上千魔核，但為了避免混亂而未將高等級的魔核繳出）。
在迷宮都市擊敗上層迷宮「階層之主」「赤雷烏賊帝（ザンダー·スキッド·エンペラー）」晉升為秘银探索者後，18卷被晉升為子爵。
13卷使用流星雨總計1000發隕石打倒了狗頭古王獲得了大量經驗等級從Lv310提升到Lv311。
WEB版中沙珈帝國流傳著佐藤從幼女到成人全部同床共枕之故，遂有「性慾魔人」之稱號。
持有武裝：
龍之谷中獲得：神劍「????」、聖劍「王者之劍」（Excalibur）、聖劍「迪朗達爾」（Durandal）、聖劍「加拉廷」（Gallatin）、聖劍「石中劍」（Caliburn）、魔劍「巴爾蒙克」（Balmung）、魔劍「諾辛格」（Nothung）、聖槍「朗基努斯」（Longinus）、聖盾。
搖籃事件中獲得：聖劍「朱路拉霍恩」（大怪魚事件後交作為光之劍的代替而交還給國王）。
與矮人杜哈爾共同鍛造：妖精劍「托拉札尤亞」、聖魔劍
大怪魚事件後國王贈與：聖劍「光之劍」（Claiomh Solais）。（與小光重遇之後將其歸還）
亞里沙（聲：悠木碧）
外傳，ＥＸ卷《亞里沙王女的異世界奮鬪記》的主角。
第一卷登場。11歳，Lv10，拍賣市場賣剩的奴隷，被佐藤買下。淡紫色頭髮，北歐系外觀的美幼女。庫洛克王國的前公主。前世為日本人。保有現代日本的記憶，前世名：橘 亞里沙。
作為一國公主，本來想用現代日本的知識進行農地改革，但是卻因為受到世界干擾，最後不但王國遭他國侵佔，還揹上了『亡國魔女』的稱號，並且被上了強制奴隸的詛咒。
因為有著被視作不祥的紫色頭髮而無人購買，最後因為被佐藤發現為轉生者而被購買。正太控，傾心於擁有十五歲外表的佐藤，並且常常對佐藤做出騷擾，但是大多最後都會遭到佐藤的制裁，也會作為守門人一般阻礙佐藤與其他女性的親密接觸。
為了避免麻煩，在城鎮內會使用魔法將頭髮變為金髮以掩蓋原本的髮色。形容佐藤吹葉笛的音色為「像是很厲害的人故意吹得很難聽的感覺」。
天資聰敏，思考也靈活，時常替佐藤出策對應麻煩事。
過去作為公主時習得精神系魔法。因為作為轉生者而有著獨特技能，「不屈不饒」、「力量全開」。「力量全開」可以以消耗所有魔力與精力為代價，將一擊的威力提昇數倍。「不屈不饒」則是可以跨越等級差，無論差距多大都能將自己的攻擊以至少10％的機率生效，但是只能用3次，使用後每個月會回復一次的定額。
13卷在迷宮都市等級提升至Lv50。
在迷宮都市裡冒險升級為秘銀探索者後，18卷在王都被授予名譽士爵的地位，名字回復使用前世的家名，「亞里沙·橘（ありさ·たちばな）」。
WEB版在鼬人帝國迷宮中殺了魔王之後，在王都被授予名譽女男爵的地位。
WEB版在鼬人帝國天罰事件中因過度使用獨特技能重傷扎克恩神而魔王化，雖及時救回，但仍在稱號中出現「魔王」、「叛逆者」、「退神者」、「佐藤的眷屬」。
波奇（聲：河野日和）
第一卷登場。10歳，Lv2，犬耳族少女，奴隷。被捲入聖留市的迷宮事件時，被佐藤撿到，因為前主人因魔族附身而死因此變成撿到他的佐藤的奴隸。
熱愛肉類食物的亞人，在聖留市的迷宮中受到佐藤的保護與幫助，得以迅速升級，在脫離迷宮時已達Lv13(一般士兵平均為Lv7)。離開迷宮後也追隨佐藤進行旅行，使用短劍，戰鬥風格偏向攻擊方，在一擊的威力上相當出色，但是常因為大意而遭到反擊或偷襲，因此經常被莉薩責罵。
於9卷第一章，在離開波爾艾南之森後，等級達到Lv20。
13卷在迷宮都市等級提升至Lv50。
在迷宮都市里冒險升級為秘銀探索者後，18卷在王都被授予名譽士爵的地位，名字改為「波奇・奇修蕾希嘉爾薩（ポチ・キシュレシガルザ）」。
WEB版在鼬人帝國迷宮中殺了魔王之後，在王都被授予名譽女男爵的地位。
小玉（聲：奧野香耶）
第一卷登場。10歳，Lv2，猫耳族少女，奴隷。被捲入聖留市的迷宮事件時，被佐藤撿到，因為前主人因魔族附身而死因此變成撿到他的佐藤的奴隸。
熱愛肉類食物的亞人，在聖留市的迷宮中受到佐藤的保護與幫助，得以迅速升級，在脫離迷宮時已達Lv13。離開迷宮後也追隨佐藤進行旅行，使用短劍與小盾，戰鬥風格較為平衡，與波奇相反是屬於技巧派。相較於波奇對於環境變化更敏感，若在佐藤設下的驅逐小動物的結界裡就會坐立不安，也能比眾人先一步感覺到異常。
於9卷第一章，在離開波爾艾南之森後，等級達到Lv20。
13卷在迷宮都市等級提升至Lv50。
在迷宮都市里冒險升級為秘銀探索者後，18卷在王都被授予名譽士爵的地位「小玉・奇修蕾希嘉爾薩（タマ・キシュレシガルザ）」。
WEB版在鼬人帝國迷宮中殺了魔王之後，在王都被授予名譽女男爵的地位。
莉薩（聲：津田美波）
第一卷登場。18歳，Lv3，橙鱗族少女，奴隷。被捲入聖留市的迷宮事件時，被佐藤撿到，因為前主人因魔族附身而死因此變成撿到他的佐藤的奴隸。
熱愛肉類食物的亞人(尤其喜歡雞肉)，在聖留市的迷宮中受到佐藤的保護與幫助，得以迅速升級，在脫離迷宮時已達Lv13。離開迷宮後也追隨佐藤進行旅行，3名亞人奴隸中最有常識的人，通常都是擔當著小玉和波奇的監護者。使用長槍，是三名亞人奴隸中戰鬥能力最卓越的人，3人中最早掌握魔刃技能的人。
因為懂得調理料理和解體動物，在冒險初期也擔任做飯角色。
於9卷第一章，在離開波爾艾南之森後，等級達到Lv20，並且已掌握魔刃技能。
13卷在迷宮都市等級提升至Lv50。
在迷宮都市里冒險升級為秘銀探索者後，在王都的比試中打敗了希嘉王國最強的劍士「希嘉八劍」的首位，18卷被授予名譽准女男爵的地位，名字改為「莉薩・奇修蕾希嘉爾薩（リザ・キシュレシガルザ）」。奇修蕾希嘉爾薩是莉薩部族的名字。
WEB版在鼬人帝國迷宮中殺了魔王之後，在王都被授予名譽女子爵的地位。
持有武裝：
由佐藤製造：魔槍「多瑪」。
露露（聲：早瀨莉花）
第一卷登場。14歳，拍賣市場賣剩的奴隷，被佐藤買下。黑髪黑眼的和風美少女。庫洛克王國的前公主。亞里沙的異母姊姊，但是一直都是以平民的身份成長。曽祖父為日本人。
被異世界人視為極為偏差的醜女，因此而被遺留無人購買，最後因為亞里沙的請求而一起被佐藤買下。
在與佐藤一起旅行的生活中，被佐藤的溫柔所吸引而傾心，並且被佐藤教授了料理技能。此外也會駕馭馬車。
13卷在迷宮都市等級提升至Lv50。
在迷宮都市里冒險升級為秘銀探索者後，18卷在王都被授予名譽士爵的地位「露露・渡利（ルル·ワタリ）」。
WEB版在鼬人帝國迷宮中殺了魔王之後，在王都被授予名譽女男爵的地位。
蜜薩娜莉雅・波爾艾南（聲：永野愛理）
第二卷登場。130歲的精靈，Lv7，通稱「蜜雅」，是波爾艾南之森中最年幼的精靈。
因為精靈極其長壽的關係，130歲的年紀如同孩子一般，其升級也需要比其他種族更多的經驗值，此外也有著「波爾艾南的幼子」的稱號。
為了將被封印的精靈修煉所「搖籃」復活，被「不死之王」賽恩綁架，之後被鼠人族給救出後持續受到追擊，逃入聖留市中，被佐藤撞見並且得到救助，最後在佐藤打倒賽恩後與佐藤一起行動進行返家之旅。
能夠使用一些輔助魔法與精靈魔法，也是眾人中除習得相關技能的佐藤外弓術最佳者，戰鬥時作為後衛提供支援。
具有天賦技能「精靈視」，因為佐藤作為異世界最高規格的土地（龍之谷）泉源支配者的關係，總是散發出強烈的精靈光，因此無論何時都能夠找到佐藤的位置。
喜歡佐藤，在與佐藤等人一起行動後，與亞里沙一起成為了佐藤的守門人，阻礙著佐藤與其他女性的親密接觸，但同時也很愛跟佐藤撒嬌。
很擅長吹奏型的樂器，因此完全無法接受佐藤吹得很難聽的葉笛聲，不但當場拿走佐藤的葉笛還要求他日後不要再吹奏，但也許下如果佐藤想聽音樂，自己會吹奏給他聽的承諾。
8卷佐藤不小心接受了婚約的儀式成為了婚約者。
13卷在迷宮都市等級提升至Lv50。
娜娜（聲：安野希世乃）
第二卷登場。由「不死之王」賽恩運用鍊金術與魔法所創造的魔造人，Lv.7，編號NO.7，外表約20歲的巨乳美女，但是實際上還不滿一歲。
因為年紀尚小的關係，說話會有奇怪的語法。在賽恩被佐藤打倒後，與七名姊妹一起將佐藤認作新主人，但是七名姊妹為了將賽恩的遺物送到其妻子的墓地，與姊妹分開行動，作為猜拳獲勝的權力而成為佐藤的僕人，與佐藤一起行動。Web則是除了娜娜之外，其餘均死在「搖籃」裡。
作為魔造人而擁有固有能力「理術」，善於強化身體與防禦技巧，戰鬥中配備大盾與裝甲在擔任肉盾。
13卷在迷宮都市等級提升至Lv50。
在迷宮都市里冒險升級為秘銀探索者後，18卷在王都被授予名譽士爵的地位「娜娜·長崎（ナナ·ナガサキ）」。長崎是娜娜的前主人賽恩的姓。
WEB版在鼬人帝國迷宮中殺了魔王之後，在王都被授予名譽女男爵的地位。

## 聖留市
潔娜・瑪利安泰魯（聲：高橋李依）
第一卷登場。17歲，爵士家的千金小姐，同時也是聖留伯爵家的魔法兵。
為了調查龍之谷的星降（流星雨）現象，而作為探查部隊的一員派往，但是路途上卻遭到飛龍襲擊。在部隊與飛龍戰鬥時遭到衝撞，而即將掉下斷崖時被佐藤所救。受此機遇而對佐藤抱有好感，之後作為嚮導帶領佐藤瀏覽聖留市時，發現自己越來越愛慕佐藤。
在佐藤離開聖留市後，為了與佐藤再次見面而主動報名了考察團，前往迷宮都市。
WEB版在佐藤成為子爵時，由聖留伯爵指定為隨從。聖留伯爵要將潔娜嫁給自己的長子當第二夫人，佐藤硬將潔娜搶過來，讓聖留伯爵改將潔娜收為養女，並讓佐藤與潔娜成為婚約者，條件是要佐藤保障聖留伯爵領的安全，以及潔娜要以妻子（之一）名義而非妾。
伊歐娜（聲：衣川里佳）
第一卷登場。潔娜在軍隊的同事。使用雙手大劍的劍士。
相貌更是被佐藤評價為“相當美艷的大姐姐，我喜歡的類型”，不過因為潔娜的關係，和佐藤沒有什麼後續發展。
似乎有個很溺愛她的老爹。
莉莉歐（聲：長野佑紀）
第一卷登場。潔娜在軍隊的同事。使用弓弩的斥候。隊上的氣氛製造者，經常開個性清純的潔娜的玩笑。不過有事時也會發自內心的擔心她。
與佐藤相遇前剛與男友約翰・史密斯分手，所以雖然講佐藤視為強力男友潛力股，卻不願和他有發展。
魯鄔（聲：小若和郁那）
第一卷登場。潔娜在軍隊的同事。使用大盾的重戰士。潔娜小隊中的肉盾職，出於職業習慣很關照隊友。
和有點女漢子的外貌相反，也對潔娜與佐藤的情感發展很有興趣。
索恩（聲：田中進太郎）
第一卷登場。駐守聖留市的骑士，聖留伯爵家家臣，負責管理衛兵辦事處。
瑪莎（聲：厚木那奈美）
第一卷登場。13歲，身高150公分，擁有童顏巨乳，門前旅館的老闆娘的女兒。外出拉客時發現了剛進城四處張望的佐藤，從對方的衣服（龍之谷戰利品中選出來的超高級長袍）判斷他是個好客人，於是上前用半強制的手法把佐藤拉去了自家旅館。雖然只有13歲，但卻是相當程度的美人胚子，身材也很有前途（佐藤語）。
作為旅館的女兒兼看板娘，性格相當大而化之，不怎麼在意小事。對亞人也基本沒有什麼歧視意識，這在聖留市算是相當少見的性格。
手底下還有一名叫悠妮的幼女幫工，瑪莎將她當做妹妹一樣疼愛。
莫莎（聲：後藤邑子）
第一卷登場。瑪莎的母親，31歲，身高165公分，門前旅館的老闆娘。
悠妮（聲：久地岡涼菜）
第一卷登場。門前旅館的員工。
歐奈（聲：末柄里惠）
第一卷登場。是位在巴里恩神殿裡，信奉巴里恩神的女巫，潔娜的好友，也是聖留伯爵的前千金，潔娜的母親以前是她的奶媽。貌似對潔娜的弟弟有好感。
伍斯（聲：浜田洋平）
第一卷登場。波奇、小玉、莉薩的原主人，被魔族所附身，利用完而死。
尼多廉（聲：田中進太郎）
第一卷登場。在迷宮遇難時被佐藤所救的奴隸商人，把亞里沙和露露賣給了佐藤的人。
金・貝爾頓（聲：上田燿司）
第一卷登場。子爵，聖留伯爵領的貴族，在迷宮遇難時被佐藤所救。
娜迪（聲：佐藤聰美）
第二卷登場。在聖留市的萬事通屋裡工作的女性店員。
尤薩拉托亞・波爾艾南（聲：山谷祥生）
第二卷登場。280歲的精靈，通稱「尤亞」，在聖留市經營萬事通屋的店長。在佐藤從賽恩手中救回蜜雅時委託了佐藤，將蜜雅送回波爾艾南之森。
羅斯瓦特・聖留伯爵
現任聖留伯爵。
巴特瓦特・聖留
WEB版聖留伯爵長子。
尤克爾・瑪利安泰魯
WEB版潔娜的弟弟。後升為男爵，歐奈的婚約者。

## 幻想之森
幻想之森的魔女
第3卷登場。為庫哈諾伯爵領地附近的幻想之森源管理者，在繼承泉源時便捨棄姓名，年齡217歲。
與庫哈諾伯爵定下盟約，每年提供300瓶魔法藥給伯爵，相對的伯爵協助魔女進行周圍的治安管理。在佐藤到訪之時指導了佐藤關於煉金術與魔法道具的各種知識。
伊涅妮瑪雅納（聲：田中美海）
第3卷登場。魔女的徒弟，為了完成盟約而帶著魔法藥前往伯爵領的時候被輔佐官陷害，被破壞了大量的魔法藥。在受到佐藤的幫助下，趕工製作魔法藥，最終趕在期限前順利完成。番外篇中為了重現佐藤給予她的甜甜的魔法藥，而在後來努力的成為了一個好魔女，並且有幾個徒弟。

## 庫哈諾伯爵領
庫哈諾伯爵（聲：楠大典）
第3卷登場。賽達姆市的太守，與幻想之森的魔女定下了盟約，協助進行周邊的治安管理，相對的每年要提供300瓶魔法藥給伯爵。與太守代理之父是好朋友並收留太守代理等家人
由於為了要擊退位於銀山的狗頭人族而領軍離開了市內。最後收到幻想之森的魔女的通知得知太守代理的陰謀後，原本想將太守代理提拔為永世貴族一事就此撤回，唯獨會留下名譽士爵的爵位，使其靠著微薄的年金和其家人一起過著平民生活。但太守代理還想刺殺庫哈諾伯爵，可因其借物之力是伯爵所借給太守代理的，所以魔法無法發威，而太守代理被伯爵判死罪。
太守代理（聲：興津和幸）
第3卷登場。庫哈諾伯爵的部下，本名不詳。有野心的沒落貴族，其父親是前穆諾候爵家臣，因賽恩緣故而拋棄領地前來投靠庫哈諾伯爵，企圖要奪取支配幻想之森的源泉並當上小領地的領主，但被佐藤阻止而失敗，最後還想刺殺庫哈諾伯爵但因其借物之力是庫哈諾伯爵所借給的，魔法無法發威，被判死罪並就地行刑，但佐藤以有小孩在場為由阻止，最後被免除死刑成為伯爵的知識奴隸為伯爵工作。
動畫版名為バーキンツ。
小痞子}
第2卷登場。是太守代理的部下，本名不詳。原本在聖留市擔任士兵，因為把魔核拿去偷賣而被開除。為了讓庫哈諾伯爵與幻想之森的魔女的盟約失效，多次找伊涅妮瑪瑪納和佐藤的麻煩，最後一次妨礙後被佐藤要求賠償被弄破小瓶子費用而被衛兵帶走，最後因無法賠償小瓶子費用而淪為奴隸並被送去遭到狗頭人猛烈攻擊的銀山做奴隸士兵。
動畫版名為ドサン。
煉金屋女店員
在諾奇鎮經營煉金屋的女性，LV9。動畫版名為レンマーリス

## 巨人之森
石鎚
第4卷登場。「巨人之森」的泉源管理者，森林巨人的首领，同時是幻想之森魔女的老友。知道前穆諾侯爵和其黨派所做的壞事，以為卡麗娜是前穆諾侯爵的後代而相當的不友善。作为佐藤解救了族内中了毒的孩子們的謝禮，而將封魔之鈴與魔弓作為贈品贈與佐藤。
辫子鬍
第4卷登場。森林巨人，佐藤制作的「万能解毒药」救了他的孩子。
高個子
第4卷登場。在佐藤一行人待在「巨人之森」时，负责关照他们的小巨人。
白指
第4卷登場。小巨人，高个子的妻子。
狗頭人少女
第4卷登場。在巨人村落的工廠工作的狗頭人，鑄造了青鋼大劍「蒼牙」。

## 穆諾市
卡麗娜・穆諾
第4卷登場。LV.2，19歲，穆諾男爵的第二千金，魔乳。
作為男爵千金，有著良好的家教與禮儀卻又有一點孩子氣，在一些事情上會鑽牛角尖，同時也相當認真。
憂心穆諾市的貧飢時意外得到了擁有意識的魔法項鍊「拉卡」。在拉卡的幫助下得知了執政官其實是由魔族所扮，而獨自離開宅邸。
為了討伐魔族而想要尋求森之巨人的協助，因為迷路與飢餓而昏倒在路上時被在附近的佐藤所救。與佐藤一起到了巨人之村但是卻遭到森巨人的拒絕，最後在佐藤的幫助下獲得了「封魔之鈴」。與佐藤等人回到男爵宅邸的時候拆穿了執政官的身份，並且在佐藤等人的幫助下打倒了魔族，但是卻因為魔族的計畫而陷入全城被上萬的哥布林大軍包圍，最後亦在佐藤的幫助下成功防衛成功。對佐藤頃心，然而雖然佐藤也認為卡麗娜是條件很好的對象，卻因為想旅行而不想每天處理公務才迴避結婚路線。
穆諾守城戰中提昇至Lv7。
持有武裝：
家中密室中獲得：聖遺物「拉卡」。
巨人之森獲得：聖遺物「封魔之铃」。
拉卡
擁有意識的魔法項鍊，具有「識破魔族」、「識破惡意」、「識破強者」、「超強化附加」、「痛苦抗性附加」這五種機能，同時還有能自主性的張開魔法護盾的能力，是屬於傳說級別的最高等級的魔法道具。
在希嘉大和時代叫做瑪斯迪魯（マースティル）。
雷奧・穆諾
第4卷登場。卡麗娜的父親，現任穆諾領的領主，原名「雷奧・多那諾」是隸屬於歐尤果克公爵領內的準男爵，16年前自賽恩事件後被國王派來接手穆諾領，為人毫無霸氣甚至有點膽怯，不過並不逃避貴族義務，在接手穆諾為了善盡領主之責，曾多次挑戰賽恩的詛咒，只是詛咒過於強烈而接連失敗。
相當疼愛女兒，也是少數的對亞人無偏見的貴族，看好莉薩的同時更是疼愛小玉跟波奇，幾乎都將兩人當成自己的孫女。
因為賽恩的詛咒而一直並未與穆諾領的都市核結下契約造成領地的貧飢，直到穆諾市守城戰中，佐藤暗地里利用聖劍「朱路拉霍恩」將賽恩的詛咒解除後，再次挑戰才發現詛咒已經解除，完成與都市核的契約。
勇者迷，凡是與勇者有關的事蹟與傳說都深入研究，還曾經出過有關聖劍與聖句的書籍。
第18卷大谒見之儀中升爲伯爵。
索露娜・穆諾
第4卷登場。穆諾男爵的第一千金，卡麗娜的姊姊。與哈特兩人之間有著婚約，雖然因為偽勇者的身分被揭穿而延期，但是兩人感情並未生變。
俄里翁・穆諾
第6卷登場。穆諾男爵的长子，14岁。卡麗娜和索露娜的弟弟。预定要称为下一任穆诺家家主。最开始对来历不明又突然从平民变为贵族的佐藤抱有不信任感，甚至怀疑佐藤的所作所为是为了夺取穆诺家。但在目睹佐藤主动寻求迪尼恩神的加护后打消了这个怀疑（接受了神之祝福的人是无法称为领主）。对佐藤的警戒心理缓和到了会和他一起结伴去夜店游玩的程度。
哈特
第4卷登場。被魔族執政官利用的偽勇者，LV.7，與索露娜定下婚約，雖然因為佐藤破壞了魔族計畫而被拆穿身分，不過並未影響兩人的感情，守城戰後積極參與訓練，為了迎娶索露娜而以正騎士為目標。
持有武裝：
魔族給予：魔劍「朱"拉路"霍恩」。
妮娜・羅特爾
第4卷登場。穆諾市的執政官，35歲，名誉子爵，具有高超的政治手腕與名譽子爵的身份，別稱『鐵血』。
在上任穆諾市執政官因年老去世後由公爵派遣的替補人員。因為魔族佔據其官位的關係，被關到大牢里將近兩年，直到佐藤等人打敗魔族後，破解了魔族的記憶操縱才得救，並且在守城戰結束後推薦佐藤成為名譽士爵。
苦於穆諾人才缺乏的現況，對於思考靈活並且具備管理能力的亞里沙相當的倚重，在討論領內發展問題時都會要求佐藤把亞里沙帶來一起參與。
碧娜
第4卷登場。卡麗娜身邊的貼身女仆，跟随著要前往王都的卡麗娜一起同行。
艾莉娜
第4卷登場。穆诺男爵家的女仆。
佐圖爾
第4卷登場。因為不满魔族执政官的暴政而出走的穆诺男爵領原骑士，在魔族被消滅後作為士兵復職。
蓋爾德
第4卷登場。穆诺男爵家的料理长。
尤尤莉娜
第4卷登場。穆诺男爵家的文官，在王立學院裏研究紋章學。

## 波爾艾哈特自治領
杜哈爾
第五卷登場。為波爾艾哈特自治領的泉源管理者，非常出名的矮人鍛造師。對佐藤進行測驗之後相當的看好佐藤，並且將隨即打造的秘銀劍「妖精劍——托拉札尤亞」附上真印後贈送給佐藤。
多利亞爾
第五卷登場。為波爾艾哈特自治領的市長，是杜哈爾的兒子。
裘裘莉
第五卷登場。杜哈爾的孫女，多利亞爾的女兒，平時擔任艾哈特自治領的市長秘书。
薩吉爾
第五卷登場。杜哈爾的弟子。
冬&漢
第五卷登場。波尔海姆氏族的地精双胞胎，經營著矮人工作用的魔法商店。
賈洛哈爾
第五卷登場。經營著「贾洛哈尔魔法商会」。因為各種失誤，囤積了許多奇怪且幾乎沒有實用性的魔法卷軸。

## 歐尤果克公爵領

### 特尼奧神殿
賽拉・歐尤果克
第五卷登場。公都的特尼奧神殿的神諭巫女，也是歐尤果克公爵的孫女，LV.30，由於已經设籍于神殿，因此基本已經和公爵家切割關係，但是姊姊還是經常有空就前往神殿探視，對於姊姊的過度保護相當頭痛，同時對於優秀的姊姊有的一份自卑。
在穆諾市的混亂平定後受公都的巫女長委託前往穆諾市進行慰問，因在穆諾市中聽到了許多關於佐藤的傳言而對相當敬佩佐藤。在返回公都的路上時留宿在古魯里安市，意外捲入魔族的事件時受到佐藤的幫助，開始對佐藤抱有好感。
原本已經被預言會被作為魔王復活的祭品而死，但是因為佐藤的介入而讓賽拉達成施展復活魔法的條件，成功復活。
WEB版在佐藤成為旅遊部副部長時，由國王指定為隨從，並自神殿還俗。
巫女長
第五卷登場。公都的特尼奧神殿的巫女長，擁有能夠施展復活魔法的『复活的秘宝（アーティファクト）』。
WEB版名字為「尤・特尼奧（ユ・テニオン）」，原名「莉莉（リリー）」，80歳，是前任勇者的同伴，已高齡衰弱。在衰老臨死之前佐藤以新魔法「生命溯航（ジェネレイト·ライフ）」將巫女長救回，但外表變成6歳的女童。為避免麻煩，將巫女長職位移交下任，並公告巫女長死亡。
肯恩・波比諾
第五卷登場。神殿骑士，負責在旅途中护送賽拉。前任波比諾伯爵因涉及自由之翼集團叛亂而被處決，爵位由肯恩・波比諾繼任。
希斯
第五卷登場。神殿骑士，負責在旅途中护送賽拉。在後來的任務中，護衛多爾瑪一家時被盗贼所襲擊。
伊娜
第五卷登場。神殿骑士，負責在旅途中护送賽拉。在後來的任務中，護衛多爾瑪一家時被盗贼所襲擊，在盜賊的巢穴中被佐藤所救。

### 貴族
伊帕薩・羅伊德
第五卷登場。來自歐尤果克公爵領的近卫骑士，由於出身於讲究飮食的罗伊德家，因此多次游说過佐藤担任家臣。
沃爾果克伯爵
第五卷登場。古鲁里安市的太守，為了感謝佐藤出手討伐魔族而邀请他参加了晚餐会。
琳格蘭蒂・歐尤果克
第六卷登場。賽拉的姊姊，LV.55，著名的才女，精通劍技與魔法的魔法劍士，被人稱之為『天破的魔女』。
年僅10歲便入讀王立學園並且僅花2年便畢業，在此其間便將風、火兩大屬性修煉至上級，畢業後以研究員的身份持續在學院中進修，三年間成功的讓已經失傳的爆裂魔法、破壞魔法復活，之後帶領著王都的聖騎士隊成功討伐了迷宮都市的階層主，被國王授勛為「名譽女男爵」。也是第三王子夏洛利克・希嘉的前未婚妻，在離開王國之前已經獲得國王陛下的許可而解除婚約。
迷戀勇者隼人，是追隨隼人的隨從之一。
歐尤果克公爵
第六卷登場。賽拉和琳格蘭蒂的祖父，歐尤果克公爵領領主，是位头发全白体格壮硕的老人。
提斯拉德・歐尤果克
第六卷登場。賽拉和琳格蘭蒂的弟弟，在第七卷與艾尔艾特侯爵的孙女米妮艾姆.艾爾艾特(ミニエム.エルエット)結婚。
多爾瑪・西門
第五卷登場。公爵領內的上級貴族西門子爵的弟弟，個性隨性不拘禮節，因此在公爵領內的貴族社交圈中人脈相當廣。但也因太過隨便因此時常無意間的就發出讓人無語的發言。
作為上級貴族的一員卻與平民相戀，最後為了與妻子哈尤娜一起生活而離家出走。不過卻因此與妻子生育了擁有「神諭」這個先天技能的女兒玛尤娜，因此被家族接受，同意讓其帶著的妻女一同回歸家族。然而卻在路上被盜賊襲擊捕獲，最後被旅途中的佐藤等人解救而幸免於難。
對於亞人並不排斥也不擺架子，因此對於佐籐個人而言是一個能輕鬆面對的貴族階級，但是因為言行舉止方面的問題而被佐藤暗自決定不讓自家的孩子與他有過多交流。因為人脈極廣因此對於佐藤在社交圈中有著極大的幫助。
哈尤娜
第五卷登場。平民，多爾瑪的妻子。
瑪尤娜
第五卷登場。多爾瑪和哈尤娜的女兒，擁有「神諭」這個先天技能，是一名『神諭的巫女』。
霍薩利斯・西門
第六卷登場。公爵領內的上級貴族西門子爵家當家。與輕浮的弟弟完全相反，是一個相當正經而古板的人，說起話彷彿就像是在指導學生的嚴肅的老師一般。
在公都經營魔法卷軸的製造工房與販賣，因此與佐藤有著相當頻繁的生意往來，不僅販賣了大量的稀有而高價的卷軸給佐藤也同時接受佐藤的製訂特製卷軸，更從佐藤手中得到煙火的術式，作為公都的人氣商品而從中得取相當大的利益。
羅伊德侯爵
第六卷登場。公都領內的上級貴族，是公都內的著名老饕。與同為公都內的著名老饕的何恩伯爵是死對頭，因為兩人都是上級貴族因此在公都內貴族圈中是相當有名的隱憂，直到佐藤出現後以天婦羅將兩人攻陷後才化解。特別喜愛炸蝦天婦羅。
何恩伯爵
第六卷登場。公都領內的上級貴族，是公都內的著名老饕。與同為公都內的著名老饕的羅伊德侯爵是死對頭，因為兩人都是上級貴族因此在公都內貴族圈中是相當有名的隱憂，直到佐藤出現後以天婦羅將兩人攻陷後才化解。特別喜愛紅薑天婦羅。
卡库・艾姆林
第七卷登場。艾姆林子爵家的家主，因為手下的贸易船队在海龙群岛遇難，為了彌補損失，想把手中持有的用途不大的「露露」果實加工販售，因此找上了主角佐藤。佐藤只过了一天，就完成了露露果實的加工和調理，並提交了研究報告。
在第九卷得知，他後來就任了贸易都市苏特安德尔的太守一職。
莉娜・艾姆林
第六卷登場。艾姆林子爵的女兒，在公爵舉辦的晚餐会中第一個邀請佐藤共舞的少女，之後開始對佐藤抱有好感，后在穆诺男爵家做侍女修行。
缪絲・拉古克
第七卷登場。拉古克男爵千金，俄里翁的未婚妻。
波羅羅・波頓準男爵
第七卷登場。普塔镇的守护，屬於羅伊德侯爵派系。

### 市民
賽巴夫
第六卷登場。佐藤等人留宿在沃尔果克伯爵邸別館時，负责照料他們的老管家。
基基奴
第六卷登場。在公都經營魔法商店的店长，是一個壮硕肌肉男。
尤卡姆
第六卷登場。經營一間隱密商店的守宝妖精老爷爷。店鋪被用魔法隱藏了起來，如果不經由特殊的路線就無法找到。
希莉露多雅・波爾艾南
第六卷登場。來自於波爾艾南的精靈歌姬，使用了「活体义肢」代替了失去的一隻手臂。
姜格
第六卷登場。西门子爵手下的魔法卷轴工房的工厂长，肥胖体型的中年男性。
娜塔莉娜
第六卷登場。戴眼镜的地精少女，魔法卷轴工房的員工，在创意开发方面是工房内的第一号人物。

### 魔猎人
柯恩
第七卷登場。在普塔镇得到了佐藤帮助的独臂魔猎人少年。
凱娜
第七卷登場。女性魔猎人，本來打算接受纵火狂贵族的委託要包圍佐藤所在的旅館，但在佐藤的說服之下接受了他的要求，混進敵人的隊伍中，負責擒拿纵火狂贵族的随从并防止他们逃走。
歐魯德
第七卷登場。兔人族魔猎人，救治燒傷民眾的佐藤對他有恩情，再加上白虎人族的委託，於是在與纵火狂贵族戰鬥時協助了佐藤。
在戰鬥中負責拘捕被打倒的纵火狂贵族所聚集的非法之徒。

### 其他
卡吉羅
第六卷登場。來自沙珈帝国的武士，吉·凯因流的武者，Lv39，在參加公都舉辦的武术大会時敗北。
在前往迷宫都市赛利维拉的途中一邊進行著武者修行。
绫女（アヤゥメ）
第六卷登場。來自沙珈帝国的女武士，卡吉罗的弟子，跟著卡吉罗一起進行著武者修行。
丹
第六卷登場。赤铁的探索者，魔法剑士，Lv42，在公都舉辦的武术大会中擊敗了卡吉罗。
吉拉乌
第六卷登場。參加武术大会的枪术士，在公都舉辦的武术大会中擊敗了绫女。
加・赫烏
第七卷登場。藏身於公都的欧克炼金术师，曾經是還未化作魔王的『黃金豬王』的部下。
持有武裝：
由佐藤贈送：聖劍「無名」
露・荷烏
第七卷登場。自稱是欧克第一美女的魔兽使，跟加・赫烏一起藏身於公都。
露妮雅
第七卷登場。白虎人族的小女孩，已經滅亡了的白虎王国的前公主，在公都舉辦的地下拍卖会中被加爾加歐隆所救出。
加爾加歐隆
第七卷登場。白色体毛的虎人族剑士，號稱『冰雪骑士』，為了拯救被當成商品拍賣的公主露妮雅，闖入了在公都舉辦的地下拍卖会場。
達薩雷斯侯爵
第七卷登場。马其瓦王国的贵族，號稱『火焰将军』，执意著要追杀白虎人族的公主与骑士。因為其行動的一路上所做惡劣的放火行為，所以被佐藤稱作「縱火狂貴族」。
在普塔鎮裡聚眾與佐藤一行人和加爾加歐隆進行戰鬥，途中因為使用被詛咒的「红莲杖」而引來魔物，撤退之後在普塔鎮的守护城堡中用從魔王信奉者手裡得來的「长角」變成魔族，最後被聞聲而來的黑龍所擊殺。
Web版全名為德奧特·達薩雷斯侯爵（ドォト・ダザレス侯爵），在其領地頗受好評。Web版之結局則是被佐藤活捉後在押送往公都途中死於船難，但佐藤猜測羅伊德侯爵等人是為了滅口。

## 波尔艾南之森
拉米萨伍亚・波爾艾南
第七卷結尾登場。蜜雅的父亲，乌拉穆夫亚和拉蕾伊蕾雅之子，通稱「拉亞」。
莉莉娜多雅・波爾艾南
第七卷結尾登場。蜜雅的母亲，托拉札尤亚和赛莉娜莉雅之子，通稱「莉雅」。
雅伊艾莉洁
第八卷登場。波尔艾南之森的高等精靈，守護八顆世界樹的『聖樹』之一，也是波尔艾南之森最後的高等精靈，通稱「雅洁」。
从前，孚鲁帝国皇族带来的游戏装置讓其餘兩名高等精靈沉迷其中，以致於當装置損壞之時大受打擊，把自己关在睡眠槽里。
和佐藤互相有好感，但因為高等精靈是『无法获得伴侣之神』的新娘，所以無法與常人結婚。
有著名為「记忆库」的記憶保存房間，在連接上記憶庫之後性格會變得成熟，符合其『亞神』之名。
『亞神』雅洁小姐在佐藤離開波尔艾南之森前吻了佐藤的額頭，而在波尔艾南親吻未婚異性的額頭代表提出婚约和答應求婚。
露雅
第八卷登場。在波尔艾南之森擔任巫女的精靈，是負責照顧雅洁的存在。
由於擔心雅洁與佐藤交好會導致她離開波尔艾南，所以在兩人氣氛不错时会跑出来泼冷水。
妮雅
第八卷登場。在波尔艾南之森擔任廚師的精靈，長年來一直在研究勇者大作所提及的日本料理。
基里尔
第八卷登場。棕精灵，負責管理精靈「賢者」托拉札尤亚研究工房，蕾莉莉爾的祖父。
格亞
第八卷登場。200歳，Lv.13。和蜜雅情同兄妹。
托拉札尤亞・波爾艾南
蜜雅的外公，傳說中的精靈『賢者』，通稱「托亞」，留下有許多驚人的研究成果。
Web版在建設「搖籃」時因過度使用特殊能力而魔王化，死亡後重新轉生加入沙珈帝國諜報部，與黃皮魔族合作並化身為鼬人帝國軍師，導致鼬人帝國滅國。

## 砂糖航线
蕾伊（蕾亚妮・托瓦・拉拉其埃）
第九卷登場。佐藤在砂糖航線中途救下的失去记忆的少女，種族為半幽靈。
本名「蕾亚妮・托瓦・拉拉其埃」，是天空島「拉拉其埃」最後的公主，在兩萬年前拉拉其埃滅亡時被狗頭魔王的信徒抓住，带进孤岛的海底神殿当成了構成魔法無效化空间的魔法装置的零件。
优妮亚
第九卷登場。由骸骨王製作而成仿造蕾伊叔母樣子的魔造人少女，把蕾伊當成是親生姐姐一樣看待。
接受骸骨王命令要從佐藤手裡奪回蕾伊但多次失敗，但在與骸骨王一起襲擊魔导王国拉拉基時乘著佐藤不注意時偷走了蕾伊的「拉拉其埃之钥」。
骸骨王
第九卷登場。拉拉其埃最后一位女王的伴侣，蕾伊的父親。兩萬年前在拉拉其埃滅亡之際，與蕾伊一起用拉拉其埃重压将「海王」封印在海底。
被黄色上级魔族所欺騙，灌输了女王生前的最後願望是「让拉拉其埃返回天空」而变成了丑恶的不死魔物。從太古时代開始就一直在砂糖航线中持续徘徊，襲擊路過的船隻和魔导王国拉拉基，在擴增手下幽靈船隊的勢力同時，試圖讓拉拉其埃返回天空，再次君臨於世界。
吉德貝爾特男爵
第九卷登場。艾姆林子爵手下貿易船隊中的一員，跟船員一起在海龍群島遇難時被佐藤所救。
萨班・伊修拉里埃
第九卷登場。海洋国家伊修拉里埃的王子。以派遣王子前往拉拉基參加「天想祭」亲善為名，要求佐藤担任王子的护卫前往拉拉基，而實際上是為了迎擊被骸骨王解開封印的狗頭魔王眷屬「燄王」而想讓王子先逃往鄰國避難。
雷里・亞西念
第九卷登場。亚西念侯爵家的次男，迷宫都市赛利维拉太守家的兒子。海上航行在砂糖航线時船隊被骸骨王所襲擊，只有他一人活了下來，然後被途經的主角佐藤給救下一命。
在抵達魔导王国拉拉基後與其他被佐藤從海盜的手中救下的人們一起，藉由佐藤提供的船和資金建立了「笔枪龙商会」，靠著貿易獲得了不少利潤。

## 迷宫都市赛利维拉

### 貴族
蕾特兒・亞西念
第十卷登場。亞西念侯爵夫人，實際上君临迷宮都市頂點之人，是除了迷宮軍與公會以外的最高權力者。因為索凯尔的陰謀，誤以為佐藤是杀害雷里的兇手。
亞西念侯爵
第十卷登場。亞西念侯爵家的家主，迷宮都市賽利維拉的太守。同性戀者。
席娜・亞西念
第十卷登場。亞西念侯爵家的四女，罹患了「哥布林病：慢性」和「瘴气中毒：慢性」两种疾病，被索凯尔利用鬼噬药治病來獲得重用。
蓋利茲・亞西念
第十卷登場。亞西念侯爵家的三男，帶著米提雅公主前往迷宮時遭遇了索凯尔安排的迷賊。
戈娜・亞西念
第十一卷登場。亞西念侯爵家的三女。
索凱爾・波那姆
第十卷登場。迷宫都市赛利维拉的代理太守，是只有臉蛋漂亮這一優點的美青年。
是喜歡美男子的太守的情人，也同時利用鬼噬药幫助太守女儿治病這一點來討好太守夫人，以用來鞏固自己在迷宫都市裡的地位。
擔心米提雅公主幫太守女儿治病的行為危害到自身地位，而多次向米提雅公主求婚。
索凯尔也是希嘉王國的第三王子夏洛利克·希嘉的支持者，認為是佐藤讓第三王子夏洛利克失去了护国的圣剑光之剑和希嘉八剑的地位，因而多次向佐藤找麻煩，且誣陷他莫須有的罪名，但卻失敗。又因佐藤妨礙他向米提雅公主強硬的求婚，而滋生憤恨，想利用迷賊殺害米提雅公主再將罪名加諸給佐藤，但卻被佐藤當場阻止。
在太守夫婦舉辦的午餐会上，利用偽造的书信想將杀害太守家次男雷里的不实罪名冠給佐藤，並順帶將自身所有罪名推託給他。但被派遣刺客的雷里本人卻被佐藤平安無事的救下，計畫自然就隨之失敗。
波布提瑪
第十卷登場。是居住在迷宮都市賽利維拉的貴族，波布提瑪伯爵家的前任家主。也是迷宫都市赛利维拉的侯爵顧問。
知道索凯尔的所有把柄。因為佐藤揭發了索凯尔的罪行，所以提出例證，出賣了索凯尔，了斷了自己與他的關係。
其實故事中從頭到尾都被綠皮魔族所洗脑，所作所為都是出自於綠皮魔族的操縱。
杜凱利準男爵
第十卷登場。掌握迷宮都市的藥師公會、煉金師公會。由於迷宮都市的魔法藥素材稀少，而公會則販賣著來自王都的便宜藥品，因此為了保護煉金術師們的生活收入而提高了市售魔法藥的價格，雖然自知會因此被探索者們怨恨卻也只能自願背負惡名。
梅莉安・杜凱利
第十卷登場。杜凱利準男爵的女儿，也是盖利兹的跟班成員，與盖利兹前往迷宮時遭遇了索凯尔安排的迷賊，因此被父母禁止了他們進入迷宮。受到了三名女性探索者們的邀請進入迷宮，卻讓她獨自對付達米哥布林，使她差點被三名女性探索者棄之不顧而死，最後是被佐藤所救。
霍謝絲・杜凱利
第十二卷登場。杜凱利準男爵夫人。
喬斯・杜凱利
第十二卷登場。杜凱利準男爵的兒子，因營養失調而罹患了「哥布林病：慢性」。
魯拉姆・托凱
第十卷登場。托凱男爵家次男，也是盖利兹的跟班成員，與盖利兹前往迷宮時遭遇了索凯尔安排的迷賊，因此被父母禁止了他們進入迷宮。
莫佛男爵
第十二卷登場。本來與佐藤的關係不好，但在送了魔法道具作為禮物後，對佐藤的態度大為改變。
賈恩斯
淡褐色短發
培森・拉爾波特
拉爾波特男爵的四男，微胖、黑發。
迪倫・古哈特
古哈特子爵的三男，金發。
傑立爾準男爵
外號「紅之貴公子」的赤鐵證探索者，LV 45，「赤龍的咆嘯」(WEB版是「獅子的咆嘯」)的團長。擊敗迷宮中層的「階層之主」「冰雪蔦帝（アイス・アイビー・エンペラー）」而取得秘銀證，WEB版晉升為男爵，在畢斯塔爾公爵的推薦下加入希嘉八劍。

### 迷宮方面軍
阿爾艾頓・艾魯達爾
第十卷登場。希嘉王國迷宫方面军的最高指揮官，名譽伯爵。與侯爵夫人、公會會長一起作為都市最高權力者。雖然隸屬於比斯塔公爵的派系，但是與西门子爵之間兩人卻頗有交情。LV41。
賽奧倫
希嘉王國迷宫方面軍小隊長。
隊長
希嘉王國迷宫方面軍隊長，LV37。
狐軍官(金庫利)
希嘉王國迷宫方面軍副隊長，軍方審議官。

### 探索者公會
索娜（莉莉安）
探索者公會長，LV52，87歲。公會的最高權力者同時兼任迷宮資源大臣的職務，擁有著相當於伯爵級別的待遇。外號紅蓮鬼，由於公會肩負著國家的魔核收益，因此公會長是由國王親自認命的公職人員，雖說也有公會評議員這種牽制其權力的存在，但無疑是最高權力者之一。前任勇者的随从之一，擁有火焰和光的魔法技能並且使用杖術。
烏夏娜
探索者公會長秘書官。
塞蓓爾凱雅・布拉伊南
探索者公會長顧問，LV43。前任勇者的随从之一，精靈族，是喜好研究的布拉伊南氏族。
貝娜
探索者公會員工。

### 迷賊
鲁达曼
第十卷登場。盤據於赛利维拉迷宮深處的迷賊集團首領，人稱『迷賊王』，懸賞金100枚金幣。
被索凯尔安排做為殺害米提雅公主的殺手，卻在實行時被及時趕來的佐藤阻止。由佐藤和拉普娜聯手擊敗後逮補。
被魔族指示在迷宮的深處聚集女性，壓榨恐懼和絕望，當作製造魔人藥的肥料。實際上是為了魔王復活而製造瘴氣。
在被綠皮魔族操控的波布提瑪恐嚇下，利用長角轉生成中級魔族，與佐藤等人展開激戰，最後被討伐。
被討伐後，頭顱被巨大史萊姆型的魔物「软玉」吸收，並且合體再生且巨大化。最終在迷宮都市全員的攻擊之下，由佐藤操控的庫洛人偶，放出從世界樹收集而來的電擊作為最後一擊，將其打倒。
短劍姬戴琳
第十卷登場。盤據於赛利维拉迷宮深處的迷賊集團成員。
跟鲁达曼一起襲擊了米提雅公主，戰鬥後一起被佐藤俘虏。
魔戰士卡斯
第十一卷登場。盤據於赛利维拉迷宮深處的迷賊集團成員。
在鲁达曼被逮補後，被佐藤在攻陷位於迷宮深處的基地時打倒。被假扮成勇者的隨從——庫洛的佐藤所俘虏。
赤劍的伽隆
第十一卷登場。盤據於赛利维拉迷宮深處的迷賊集團成員。
在鲁达曼被逮補後，被佐在藤攻陷位於迷宮深處的基地時打倒。被假扮成勇者的隨從——庫洛的佐藤所俘虏。
黑劍的亞西羅
第十一卷登場。盤據於赛利维拉迷宮深處的迷賊集團成員。
在鲁达曼被逮補後，被佐藤在攻陷位於迷宮深處的基地時打倒。被假扮成勇者的隨從——庫洛的佐藤所俘虏。

### 地下迷宮
班・赫辛
吸血鬼真祖，LV.69。有著一頭自然卷的紫髮與西洋系的俊俏臉孔的日本轉生者，在迷宮都市內的下層迷宮中建造吸血鬼城後居住於此。過去曾是一名刀匠轉生後也依然持續著。
城內除了幾位做為妻子的吸血姬外也有做為僕人的普通人一同居住，而僕人們並非誘拐而是在迷宮中的秘密市場內購買而來因此擁著正當的持有權。由於也給予僕人優厚的待遇，因此僕人解放後也並未對地上的國家機關通報其存在。
鐵男
骸之王，LV.72，持有「金屬創造」和「夢幻工廠」的独特技能。
三千年前的一個小國國王，憑藉著獨特技能與前世的知識讓國家短時間內成長為大陸上首區一指的大國，為了穩固因領土擴大而造成的資訊傳遞與物流問題而開發了鐵路與電波塔，卻因此觸犯神怒。由於天災不斷而造成國家分裂，連自己也遭人暗殺。
由於事先有所準備。遭到暗殺後成功以不死者骸骨王的身份復活，然而卻仍然遭到神之使徒的追殺，最後以大量的核武器將全大陸的人民生命拿來當作籌碼脅迫眾神，最終以隱居迷宮下層為代價而存活。
小武
钢之幽鬼，LV.53，持有「魂魄凭依」的独特技能。
居住在迷宮下層的轉生者之一，過去曾是孚魯帝國的魔工技師。
尤伊卡
多重人格的重度家裡蹲，居住在迷宮下層的轉生者之一，是哥布林（小妖精族）的轉生者，但並非是一般幻想中的醜陋怪物，而是像妖精一樣的美少女只是額頭前端長有小角。LV.50，以「箱庭制造」為首，擁有多達十三種的獨特技能，其中大半為家庭系的技能。
有著三種人格，最初人格為一個有著中二氣質的少女，自稱為「漆黑的美姬」弗伊爾尼斯·拉·貝爾·菲優，亦被其他人格稱為初代，技能則以魔法戰士組成。另外兩個人格則是格鬥專精與家庭技能專精，現今大多都是以新誕生的家庭系第三人格為主要活動。
因為多重人格的關係，每當因為暈眩而失去意識時就會有別的人格出現，而在切換人格時也會跟著變動等級與獨特技能，而若有新人格誕生時其他的人格也會跟著受到影響降低等級與失去技能。而其中被稱為「初代」的人格最強時期甚至到達LV.99的領域。
有著「隱者」、「哥布林魔王」、「真正的勇者」稱號。但並非真正的魔王，只是因為實力強大而被上門的挑戰者們誤認為歷史中有名的「哥布林魔王」而已，因為戰勝了所有的挑戰者（包括勇者與魔王）因此而得到稱號。

### 探索者
傑立爾
詳見『傑立爾準男爵』
薩裏貢
赤鐵級探索者，被亞里沙戲稱為「雜魚林」
美麗之翼
捷娜
伊魯娜
貝索
Lv.13 在佐藤第一次進入賽利維拉的迷宮時引發了迷宮蟻的連鎖暴走。
塔赫列
Lv.10 貝索的同伴。

### 其他
蕾莉莉爾
第十卷登場。精灵於迷宫都市時所住的公館「茑之馆」的管理人，種族是家庭妖精棕精灵，基里尔的孙女。
蒂法莉莎
第十一卷登場。銀髮美少女，犯罪奴隷。原為勒賽伍伯爵領的書記官，因為拒絕領主的性騷擾，而被烙上叛亂的烙印。在迷宮都市的火災事故中被嚴重燒傷，但因為烙印的影響而無法被魔法藥治療，被佐藤使用賢者之館的研究設備進行再生治療將其救回一命。擁有「紋章學」、「命名」兩項技能。
妮露
第十一卷登場。紅髮少女，犯罪奴隷。因為拒絕勒賽伍伯爵的性騷擾，而被烙上叛亂的烙印。在迷宮都市的火災事故中被嚴重燒傷，被佐藤利用賢者的研究設備所救。
米提露娜
第十卷登場。LV.9，26歲，在佐藤於迷宮都市的宅邸擔任女僕長。
蘿吉
第十一卷登場。被佐藤雇用的女僕。
亞妮
第十一卷登場。被佐藤雇用的女僕。
艾露特丽娜·隆德尔贝尔
第十一卷登場。金髮貴族女性，之前被迷賊囚禁，由佐藤救出。
紮裏貢
赤鐵探索團隊「業火之牙」的領隊，LV 39，亞里沙都叫他雜魚林(ザコリン)。挑戰迷宮上層區劃之主「招雷牡鹿（ライトニング・エルダー・スタッグ）」時失去右手及右腳，經佐藤給予上級回復藥及萬能藥後治癒。

## 勒塞伍伯爵領
前勒賽伍伯爵
第十一卷提及，是蒂法莉莎前雇主，因蒂法莉莎和妮露拒絕他的性騷擾，而讓她們被烙上叛亂的烙印。最後被進攻勒塞伍伯爵領的馬頭魔族所殺
新勒賽伍伯爵
第十二卷提及，第十三卷正式登場，前勒賽伍伯爵的兒子，因前勒賽伍伯爵的父親被魔族所殺，自己繼承爵位並率領勒塞伍伯爵領軍的殘部以『蒼之誓約』作為藉詞要求聖留市迷宮考察團助他一臂之力討伐進攻勒塞伍伯爵領的魔族，但他不聽周遭家臣的意見，用野戰的進攻方式讓聖留市迷宮考察團陷入苦戰，在戰後因用野戰的進攻方式使自己的評價飽受批評，並想招募潔娜但卻被拒絕。第十八卷時在王都進行「襲爵」的儀式成為了新的勒塞伍伯爵。而在進行「襲爵」的儀式過程中，因其他在場的貴族都知道前勒賽伍伯爵的惡行和本人為了奪回領地用野戰的進攻方式，令其他在場的貴族們都普遍認為他不配當伯爵。

## 比斯塔爾公爵領
比斯塔爾公爵
第十四卷登場。希嘉王國三公爵之一，與歐尤果克公爵不合。第十五卷末時在搭乘飛空艇時險些差點被支持特利艾爾・比斯塔爾的部屬給暗殺，第十六卷末時險些差點被前家臣兼希嘉八劍第6位的『剛劍』戈文·羅伊塔爾給暗殺，事後看在戈文·羅伊塔爾的忠誠和佐藤扮成的無名面子上向国王提出對戈文·羅伊塔爾刑期减刑的请求，也向請求國王組討伐軍來討伐由特利艾爾・比斯塔爾在比斯塔魯公爵領所引發的叛亂，
特利艾爾・比斯塔爾
第十五卷提及到。比斯塔爾公爵的第一公子，曾在王立學院時代還是能與『天破的魔女』琳格蘭蒂・歐尤果克並列，但被廢嫡，原因是「猿人族的襲擊導致比斯塔爾領好幾個邊境村子遭遇極大的受害」，其實是因鼬人族技術人員的新兵器實驗而遭到受害的猿人族的報復。也是希嘉王国第三王子夏洛利克・希嘉的支持者，相信夏洛利克說的『大亂之世』，之後為了強奪公爵之位試圖暗殺自己的父親，第十六卷中為了得到公爵之位，並派使者以其領地的家人為人質來威脅希嘉八劍第6位兼師父的『剛劍』戈文·羅伊塔爾來暗殺其父親，第十六卷末被希嘉王國判定為反叛者並組討伐軍來討伐。
特霍瑪愛娜
比斯塔鲁公爵的第一位夫人。是特利艾爾・比斯塔爾和索蜜艾娜・比斯塔爾的母親，也是支持特利艾爾・比斯塔爾的夫人，第十五卷末時事前與女兒索蜜艾娜・比斯塔爾、試圖暗殺比斯塔爾公爵的同黨騎士們搭乘逃生艇逃離飛空艇，在第十六卷時與試圖暗殺比斯塔爾公爵的同黨騎士們搭乘逃生艇一起降落在王都郊外，因要走到王都時索蜜艾娜・比斯塔爾向同是要走到王都的佐藤等人打招呼後想要滅佐藤等人的口卻被負責道路警備的第三騎士團巡迴騎士隊給發現，經與巡迴騎士隊一番追逐時不慎落馬，導致受到頸骨骨折的瀕死重傷。最後被佐藤所救並交給巡迴騎士隊看管
蕾妲
第十六卷登場。比斯塔爾公爵的夫人之一。因被比斯塔爾公爵知道與其部下不倫戀情，在飛空艇紧急迫降之后，只有她一个人被隔离在比斯塔鲁公爵邸的尖塔内。
索蜜艾娜・比斯塔爾
第十五卷登場。比斯塔鲁公爵的最小女儿。是特利艾爾・比斯塔爾同母的妹妹，第十五卷末時在搭乘飛空艇時與佐藤等人相識，之後與試圖暗殺比斯塔爾公爵的同黨騎士們搭乘逃生艇一起降落在王都郊外，因要走到王都時她向同是要走到王都的佐藤等人打招呼使比斯塔鲁公爵的第一位夫人特霍瑪愛娜想要滅佐藤等人的口卻被負責道路警備的第三騎士團巡迴騎士隊給發現，經與巡迴騎士隊一番追逐後被巡迴騎士隊所救回並送到比斯塔爾公爵的身邊

## 希嘉王都

### 王族&貴族
索多利克・希嘉
第六卷提及到。希嘉王国第一王子，文武兼备。與希斯蒂娜・希嘉為相同母親的兄長。
夏洛利克・希嘉
第六卷登場。希嘉王国第三王子，希嘉八剑的第二位，持有护国圣剑·光之剑，與第二代國王同名(但是是不同人)。是琳格蘭蒂・歐尤果克的前未婚夫，本身自己就有兩個妻子，性格恶劣、残暴、狂妄自大，对别人家出嫁前夕的新娘子出手，导致一个伯爵领差点叛离王国，使得琳格蘭蒂向希嘉王國國王要求解除與她之間的婚約，但他還不死心多次向琳格蘭蒂要求回到他身邊，並說已經處理掉自己的庶子們。而且自己自認為自己可以像王祖大和和沙珈帝國的初代勇者當初建國時一樣建立集合所有人族全新帝國。在公都的黄皮魔族战中，連护国圣剑·光之剑也只發揮1/4的力量來幫他，与出现的魔族战斗（完全派不上用场）。无名出现后，把圣剑飞向无名，被无名获取，失去圣剑。后被大怪鱼的寄生虫用「抢夺生命」的技能夺取了等级和生命力，导致白发与老化，变成废人，被从希嘉八剑中除名。
Web版自療養處所逃出後投靠魔族，並帶著聖骸動甲冑攻擊公都，被佐藤及琳格蘭蒂所殺。
持有武裝：
國王指定持有：聖劍「光之劍」（Claiomh Solais）（大怪魚事件後被佐藤持有）。
希斯蒂娜・希嘉
希嘉王國第六王女，禁書庫之主，其母為比斯塔爾公爵之女。原與勒賽伍伯爵之子有婚約，但被取消。WEB版中佐藤被指派為旅遊部副部長，希斯蒂娜為其從者，並由國王指定成為佐藤之婚約者。
多麗絲・希嘉
WEB版希嘉王國第十二王女，與希斯蒂娜・希嘉為相同母親的妹妹。
賽迪拉林克・希嘉
WEB版希嘉王國現任國王。
夏洛利克一世
是希嘉王國第二任國王。而全名是叫夏洛利克・希嘉，被後世稱作仁王
杜克斯前公爵
第十三卷登場。希嘉王國三公爵之一，希嘉王国的現任宰相。
凱爾典侯爵
現任軍務大臣，但因被誣陷謀反，在13卷時已辭去了軍務大臣的職位在自家闭门思过。
波潘伯爵
在13卷登場。現任副軍務大臣，性格耿直
納古亞子爵
在13卷登場。為了讓哥德佐商會（ゴドゾ商会）接手王國的軍備採購，而將凱爾典侯爵從軍務大臣位置拉下台，而誣陷他謀反，最後因庫洛(佐藤)妨害並上報他們跟哥德佐商會的密會影像而失敗。
艾瑪·利頓伯爵夫人
利頓伯爵
波納姆伯爵
索維爾伯爵
莫斯男爵
在13卷登場。為了讓哥德佐商會接手王國的軍備採購，而將凱爾典侯爵從軍務大臣位置拉下台，而誣陷他謀反，最後被庫洛(佐藤)妨害並上報他們跟哥德佐商會的密會影像而失敗。

### 其他
狂王加爾塔夫
是四百五十年前的國王。被加•赫烏稱少年王，被後世稱作狂王，因聽信鼬人族占卜師的話將歐克自治領內超過八百位的歐克連同所有居民屠殺殆盡，也對位於希嘉王國東部及北北西的亞人諸國之間進行了大規模的戰爭。最後被沙珈帝國的勇者和精靈們給拉下台。
賢王札拉
是狂王加爾塔夫被拉下台後所即位的國王，也是希嘉王國中興之祖，被後世稱作賢王，並繪製了亞人戰爭圖將過度迫害招致悲劇的教訓傳達給後世。
希嘉八劍名單：
第1位：等级54，超過70歳。『不倒』的傑夫·朱雷巴古。
第2位：（缺員）等级40後半，第三王子夏洛利克·希嘉。
第3位：等级40後半，超過60歳。「聖盾」雷伊拉斯·凱爾典。聖盾使用者。
第4位：等级40以上，超過60歳。托雷爾。飛龍騎士，為培育新一代希嘉八劍而自願離開。
第5位：等级接近50級，27歳。赫兒米娜·奇里克，使用白色步槍及手槍，在與狐軍官等人調查大沙漠時剛好碰上佐藤與狗頭魔王。
第6位：等级51，40歳左右。『剛劍』戈文·羅伊塔爾）。使用雙手劍的男性。因在比斯塔爾領的家人被特利艾爾・比斯塔爾當作人質來威脅暗殺比斯塔爾公爵，    最後因暗殺失敗而被解除了希嘉八剑的职位，沦落为犯罪奴隶之后，决定让他担任王都的犯罪奴隶所构成的紫部队长官，送到碧领去执行开拓任务。
第7位：等级52，『雜草』的赫伊穆·卡拉茲。手半劍使用者。
第8位：等级40中間，20歲後半。『割草』琉歐娜·艾瑟布。使用大镰刀的充满野性的女性。
希嘉三十三杖名單：
『守衛櫻花』雅典娜。
索亞・希嘉
WEB版希嘉王國前國王與商人之女所生之私生子，在希嘉王國官方文件記載是在監獄病死，總是有著想要登上王位的幻想。與盧莫克王國所召喚之日本人赤崎唯訂婚，因家族捲入魔王信奉團體「自由之風」在王都召喚偽魔王「慎」的事件，族長被處決，索亞與赤崎唯被貶為犯罪奴隸，為越後屋所收留。

## 盧莫克王國
梅妮亞・盧莫克
第六卷結尾登場。希嘉王國東方的小國第四公主，16歲，一開始誤認為了同樣有黑髮黑瞳的佐藤為沙珈帝國勇者。想請求勇者去他們國家退治黑龍，卻因為他們國家做的一些事情，慘些遭到了拒絕。最後勇者隼人拉上了佐藤一起去退治黑龍（隼人其實是測試佐藤是否夠資格擔任亞里沙的庇護者）。在途中見識到了佐藤的各種能力，對佐藤開始抱有好感，而後到了希嘉王國王都去留學。
赤崎唯（ユイ・アカサキ）
第七卷登場。盧莫克王國召喚的日本人，是從南日本联邦而來。盧莫克王國第六個召喚的日本人，以前的工作是偶像。
遥葵（アオイ・ハルカ）
第七卷登場。盧莫克王國召喚的日本人，是從大倭丰秋津岛帝国而來。盧莫克王國第七個召喚的日本人，外表像是少女的少年。
由理可・盧莫克
梅妮亞公主的叔母，有紫色頭髮的轉生者，特殊技能：「連接世界之力」。進行召喚第八位召喚者時因上級魔族來襲而死亡。
露米雅・盧莫克
WEB版盧莫克王國第五公主。
麗米雅・盧莫克
WEB版盧莫克王國第六公主。

## 沙珈帝國
梅莉艾絲特・沙珈
第六卷登場。沙珈帝國的第二十一皇女，擁有奢華金色捲髮的爆乳美女，勇者隼人的隨從之一。Web版沙珈帝國傳話希望梅莉艾斯特成為佐藤的婚約者，但被佐藤婉拒。
薇雅莉
第六卷登場。弓箭手，種族是长耳族，如果是日本人會被誤認為是精靈，勇者隼人的隨從之一。
露丝丝
第六卷登場。虎耳族的美女，勇者隼人的隨從之一。Web版皮亞洛古王國奉神比武獲勝者。
菲菲
第六卷登場。狼耳族的美女，勇者隼人的隨從之一。Web版皮亞洛古王國奉神比武獲勝者。在危急時可發動「獸化」能力，身體能力上升百分之50，但精力值與魔力會快速消耗。
萝蕾雅
第六卷登場。神官，喜歡喝酒，勇者隼人的隨從之一。
诺诺
第六卷登場。书记官，勇者隼人的随从之一。
赛娜
第六卷登場。斥候，勇者隼人的随从之一。
盧卡二世
Web版沙珈帝國前皇帝，鼬人帝國天罰滅國事件幕後黑手，被佐藤威脅後退位。
薇莉安王妃
Web版沙珈帝國王妃，梅莉艾絲特皇女親生母親，也是優秀的魔法使。
托莉梅努斯皇孫
WEB版沙迦帝國皇室成員，梅莉艾斯特皇女的姪女，16歲。希嘉王國第一王子長男的第一夫人候補，原預計由梅莉艾斯特當第一王子夫人候補，但因夫人們排序會很麻煩，所以改由皇孫當代打。
波莉蓋斯特第三皇女
WEB版沙珈帝國的第三皇女，擁有「冰之魔女」之稱號。鼬人帝國天罰事件時率領魔法師團修補邊界結界。

## 諾羅克王國
米提雅・诺罗克
第十卷登場。诺罗克王国的第六公主，擁有「净化的气息」這項特殊技能，為了替太守的女儿治病而來到赛利维拉。
米提雅公主雖然已經14歲，接近成年，但外表看起來卻比實際還要年幼，像是10歲左右。
拉普娜
第十卷登場。米提雅公主的侍衛，诺罗克王国的骑士。因其可靠的厚重感，被佐藤在心中稱之為『岩石騎士』。
琉拉
第十卷登場。诺罗库王国米提雅公主的侍从。

## 灰鼠酋長國
米澤（聲：高橋伸也）
第二卷登場。被稱之為『赤盔』，被懸賞的著名鼠人族騎兵。從不死之王賽恩的手上保護了蜜雅，並帶著蜜雅逃亡到了圣留市。在「搖籃」事件之後因為佐藤在旅途中把成為了奴隸的其他同伴們平安無事的救出來，並且獲得了蜜雅的信賴，所以就把可向隱居的精靈族或隱者們證明自己獲得了精靈大人的信賴的名叫「波爾艾南的靜鈴」的道具贈與了佐藤。
何澤

## 巴里恩神國
WEB版因與魔王合作，故在鼬人帝國天罰事件中重創。之後被上級魔族率領不死者軍團滅國。
薩薩利斯教皇
WEB版150歲人族，具有「萬能治癒」、「審判之眼」技能，但「萬能治癒」技能是由靜香將轉生者殺害後轉移至其身上。
索里基埃罗
WEB版登場，称号有「暗贤者」「万色的魔术师」「魔王的主人」「超越人类界限者」「领主」六个。以「强制」技能为首拥有超过百个技能的99级的魔法战士。拥有独特技能「反射」和「一球入魂」的无敌的存在。鬓发斑白的金色毛发的猿人族老人，脸的左半边烧毁了，右半边浮现出紫色的斑点。
本身並非轉生者或轉移者，所有技能都由靜香將轉生者之技能取出後移植過來，之後就將轉生者殺害。也因為移植轉生者技能故身上出現紫色斑點。

## 鼬人帝國
希嘉王國東方的國家，WEB版於天罰事件中被滅國。其種族在歷史上經常對諸國惹出麻煩，例如；聽信其種族占卜師的狂王加爾塔夫將歐克自治領內超過八百位的歐克連同所有居民屠殺殆盡，也對位於希嘉王國東部及北北西的亞人諸國之間進行了大規模的戰爭。
鼬人帝國皇帝
WEB版轉生者，LV40，有「強制」、「幸運招來」、「不運擊退」等特殊技能。於天罰事件中化身為魔王。
軍師
詳見『托拉札尤亞・波爾艾南』。
莉特蒂露特
WEB版鼬人帝國宮殿騎士，長耳族，LV57，擁有以瞬動和二刀流技能為首的眾多近戰系技能，另外還擁有風魔法技能。於天罰事件中失去下半身，為佐藤救回，祇是從原本超級苗條的身體變成E罩杯，後隨鼬人帝國皇帝及居民移居異世界。亞里莎都叫她「嗚殺小姐」。
狄吉馬島
WEB版鼬人帝國「夢幻迷宮」所在地，鼬人帝國皇帝之王弟長駐地。在鼬人帝國皇帝的默許之下自鼬人帝國獨立，鼬人帝國天罰事件中與被隔離的九個教區殘留下來，其餘地區均成了一個大隕石坑。
路易絲
WEB版鼬人帝國雷迪市入境審查室管制官，女性貓耳族轉生者，LV34，具有清除對方記憶的能力，一般旅客在離開鼬人帝國時均要由路易絲清除在鼬人帝國時的記憶。天罰事件結束後大部份鼬人帝國居民均選擇移居異世界，少部分留下者則由路易絲清除鼬人帝國科學發展的記憶。
澪
WEB版沙迦帝國諜報部成員，具有瞬間轉移技能的轉生者。鼬人帝國天罰事件中將波奇從塞琉伯爵領直接轉移到鼬人帝國王城。

## 奇沃克王國
奇沃克王國
WEB版希嘉王國東方小國，因要冰封在湖中的中級魔族，並與鄰國可奧克王國（コゲォーク王国）作戰而故意使氣候變冷二年，同時還可以開採冰晶石賣錢。
庫琉
WEB版奇沃克王國第二公主，外號淡雪姬，LV37的魔法劍士。為了讓佐藤解決冰封在湖中的中級魔族而故意打破封印，佐藤要離開奇沃克王國時還想偷偷混進飛空艇，被警備的哥雷姆們發現了並用竹蓆包起來後，交給了王城的衛兵。

## 瑞路卡王國
瑞路卡王國
WEB版希嘉王國東方小國，居民以鱗族為主，國都山上有接近10隻下級龍在住，作為王國的居民的信仰對象。
波余余巫
WEB版瑞路卡王國龍神殿棲息的下級龍首領，LV65，被麗薩打著玩。

## 馬奇瓦王國
馬奇瓦王國
WEB版希嘉王國東方小國，與瑞路卡王國相鄰，因與鼬人帝國作戰導致居民流亡至瑞路卡王國邊境。作戰之目的在奪取該國貴族之轟震杖、波濤杖、紅蓮杖（文庫版在魔獵人鎮時就被佐藤取得，WEB版則是在謝爾米娜手上）、颶風杖。
謝爾米娜·達薩雷斯
WEB版馬奇瓦王國達薩雷斯侯爵領代官，希嘉王國公爵領的縱火狂貴族是她的叔叔。鼬人帝國軍隊進攻時她帶著眾人逃亡，為佐藤所救。

## 托納奧古王國
托納奧古王國
WEB版希嘉王國東方小國，被希嘉王國和瑞路卡王國還有飛龍山脈圍在中間的小國，但有很多超出佐藤想像的古怪料理。

## 托基斯奧古王國
托基斯奧古王國
WEB版希嘉王國西方小國，遭到不知從何而來的吸血鬼攻擊幾近滅國，被沙珈帝國派出之軍隊封鎖住。

## 多拉庫王國
多拉庫王國
WEB版希嘉王國西方小國，國家人口以過半數的鱗族為主，人族則不到三成。以綠龍及青龍作為守護龍。

## 神
創造世界的存在，一共存在著九柱神祇。不過其中只有龍神是原本便存在於這世界的神，其他八位則是從異世界穿越而來，其中除了魔神以外的七柱神是一同隨著八棵世界樹來到這個世界，然而實際上七神之上還有一柱神祇為「創造神」，但是創造神雖然創造了八棵世界樹與八大氏族的高等精靈卻從來沒有離開自己居住的神界，因此除了高等精靈以外世人皆不知其存在。
作為最初的柱神，龍神創造了大地與龍脈，是世界生命的起源。
九柱柱神中以龍神擁有最強的力量而聞名，而龍神所創造的龍族也是世界上最強的種族，而魔神所創造的魔族則是最為惡質的種族，時常作亂引發國家級別的危機。 
「龍神」 阿空加古拉
代表顏色：彩虹色
。異世界最強之神，而在日本則被稱為天之水花比賣，也就是小光家所祭祀的神祇，不過本身並不喜歡這個被其他神灌上的名子。
WEB中為了阻止魔神「鈴木一朗」的扭曲行為而將除了魔神以外的上萬個平行世界的鈴木一朗的靈魂統合後招喚至此，並且為了讓佐籐能夠順利統合所有靈魂，授予了注入自己最大威能的流星雨促使佐籐將自己擊殺。
「魔神」
代表顏色：紫色。
神話時代時，魔神曾向龍神挑戰卻不敵龍神強大的力量而戰敗。因為戰敗而衰弱的魔神因此被七柱神聯手封印月亮上。
阻礙「活版印刷術」普及於世，目的是破壞人們心中對神的信仰及思想。
WEB版魔神分身在希嘉王都與佐藤及天龍大戰，為了退治意圖寄宿天龍的魔神分身，令佐藤過度使用神劍而導致左手被神劍的神氣侵蝕而黑化，最後自行斬斷後用原始魔法再生。而佐藤推斷本體已被解除封印
WEB中為平行世界的鈴木一朗，也是上萬個平行世界中的唯一的蘿莉控，將幼女外表的龍神視作對象加以追求。
隨世界樹一同前來的七柱神祇：
「诸神首座」 赫拉爾恩
代表顏色：橙色。
。WEB版神之試煉：在薩尼亞王國打倒陸王，並提升信眾信仰心。
「斗争与胜利」 加爾雷恩
代表顏色：蒼色。
WEB版神之試煉：在加爾雷恩同盟統帥部隊打倒骸骨公爵，並提升信眾信仰心。
「审判与断罪」 乌利恩
代表顏色：藍色。
WEB版神之試煉：在司法國家傑利法特（シェリファード）揭露邪惡並下達正義的裁決。
「睿智」 加里恩
或譯卡里恩。
代表顏色：朱色。
WEB版神之試煉：在有「賢者之塔」別名之都市國家加里斯恩庫（カリスォーク），在賢者之塔內解決一百年來未解決的問題。
「多情与变化」 扎克恩
代表顏色：黃色。
WEB版神之試煉：在「變幻之國」皮亞洛古(ピアロォーク)裡與有「神之碎片」的「神之使徒」進行三場戰鬥並獲勝。
「治愈与恋爱」 特尼恩
代表顏色：碧色。
WEB版神之試煉：在公都與特尼奧神直接對話後即取得證明。
「幼子与正义」 巴里恩
或譯帕里恩。
代表顏色：青色。
若是轉生者或轉移者把「傳授集成迴路(積體電路)技術」、「開發穩定的大規模運輸手段」、「都市之間的簡易通信手段」、「工廠近代化大量生產物品」、普及於世便會從中作梗使用「不自然的災害」破壞。

## 魔王
魔族之王，不過嚴格說來魔王並非魔神的眷族。
魔王是轉生者在轉生於這個世界上時被授予神之碎片擁有獨特技能的人們，在轉生於這個世界後因為過度濫用獨特技能而造成魂之器破損而變化而成，而被授予神之碎片的轉生者全都有著一頭紫色的頭髮，因此世上才有著「會帶來災厄的不祥紫髮」一說。
存在魔王複活預言的七個地點有：希嘉王國公都、迷宮都市賽利維拉、優沃克王國、巴裏恩神國、鼠人族的酋長國、鼬人族的帝國，最後是位于其他大陸的某國。
黃金豬王
約600年前存在的歐克帝國最後一任皇帝，有著作為轉生者特徵的一身紫色毛皮，但是使用技能後會染上金色而因此得名。曾經和希嘉王國的開國皇帝王祖大和結下友情，但因為連續的戰爭使的體內的神之結晶暴走而變成魔王，最終遭到討伐後帝國也隨之滅亡。
於第五卷中被自由之翼的成員以賽拉為祭品而復活，LV.120。在歷代出現的魔王中也是數一數二的強大魔王，似乎也曾經和狗頭魔王交手過。
曾經殺死過兩名勇者，連被人稱為最強勇者的王祖大和也經歷數次的敗北，最終借助天龍的力量才成功討伐。身上擁有「一夫當關」、「萬夫莫敵」、「變幻自如」，三種獨特技能，因為擁有復活能力而令佐藤陷入困境，最後被佐藤連續擊殺13次後才徹底敗北。
擁有高階眷屬紅青黃綠桃黑六色上級魔族。
狗頭魔王
神話時代出現的魔王，LV.140。雖然有著一身紫色的體毛與狗的頭，卻穿著紳士一般的套裝服並且手持拐杖，言行之間也相當平穩而不打算迫害到普通人，只是一旦談論到神與神殿就會顯示出強烈敵意，從兩萬年前開始就以燒毀世上所有神殿與殺戮所有神職人員為目的而行動，深信著世界被神所掌控而人類是神的玩具。據傳兩萬年前為了將其討伐引發了首次的神罰，讓扎克恩神現身於人世之中。
作為最初的魔王也被譽為歷史上最強的魔王，連宗教相關的書籍都將其稱為神敵，也是歷代魔王中最為執著的一名，多次被打倒卻仍然執意的持續復活，只為了消滅世上所有的神殿。
為了消滅所有有關神的原因在於被魔神的作法所操控，然而被佐藤告知原因後，因為殘殺了許多信仰神的樸質農民以及神官、巫女而後悔莫及，暴走之後被佐藤帶到西方沙漠以1000發隕石解決。後以作為魔王復活前的靈魂向佐藤道謝後消散而去。
擁有高階眷屬「燄王」(LV82)、「空王」(LV87)、「海王」、「陸王」四隻巨型魔物。
前世是一位帶著紫色頭髮的狗頭族少年，名叫庫羅烏，受到迷宮都市瘴氣的影響以幻影出現佐藤的面前。藏身於賽利維拉迷宮挑戰上層階層之主的試煉之間。
哥布林魔王
約千年前出現的只存在於傳說中的魔王，據傳其實力也是歷代魔王中極為突出的一名。
WEB版登場，LV99，擁有無數個稱號，其中最顯眼的是「魔王」「哥布林魔王」「小鬼王」「鬼人王」「韋駄天」「卑怯者」「說謊王」「盗神的使徒」。在都市國家加里斯恩庫與小光、亞里沙及佐藤初次接觸開戰。綠皮魔族所使用的虛擬體技巧是哥布林魔王所教，同時也是一連串吸血蚊事件的幕後黑手。
作亂時沙珈帝國尚未立國，最後在帕里恩神的請托下，讓存在全世界的八個精靈族派出全部的光船企圖將他討伐，然而即使集結了64艘光船的火力也未能將其討伐，僅僅只是把他趕入世界的角落，並且作為代價一般的擊落了其中半數的光船。最終是被帕里恩神藉由龍神所教授的勇者召喚所召喚出來的初代勇者所討伐，據說當時初代勇者藉由帕里恩神與龍神所賜與的兩把聖劍才成功將其擊敗。
巨怪魔王
WEB版出現，LV 109，原與狗頭魔王一同並肩作戰向眾神發出挑戰，但在狗頭魔王日漸偏激的狀態下與其反目，與狗頭魔王戰鬥敗北後就被困在鼬人帝國皇宮地下的「真實之室」，負責記錄自2萬年以前至今所發生的所有事物。
擁有「魔王」、「聖上」、「真實的紀錄者」稱號，擁有「龍脈連接」、「無限記錄」的特殊技能。
静香
WEB版抑鬱魔王，LV50，原種族是「長耳族」，有「讓渡」和「眷屬化」這兩種獨特技能。稱號有「魔王」、「獻身者」、「災厄的聖女」，天赋有「自己確認」、「技能隱蔽」2個，被以「強制」禁咒拘禁在帕里昂神國。性格和善。被佐藤使用「強制」覆蓋原本的「強制」後，带到孤島宮殿被包養的女性魔王。
慎
WEB版盧莫克王國第八位召喚者，在希嘉王國王都中因吞下也是轉生至這個世界的父親所給的魔王珠而成為魔王，故有「偽王」之稱號。經佐藤將魔素取出後送往迷宮都市底層，由其他人加以訓練。
大鬼王
WEB版躲在優沃克王國(ヨウォーク王国)的小鬼迷宮底層，魔王的稱號有「魔王」外加「賭博中毒」、「欠債王」、「廢柴父親」。種族是「大鬼族」，等级55，獨特技能也只有一個叫做「乾坤一擲」的技能。
佐藤用人形哥雷姆拿著鑄造聖劍他就嚇到自爆了，連動手都不用。
鼠人魔王
WEB版隱藏在鼬人帝國狄吉馬島迷宮底層之魔王，原為轉生者，有「被追迹者」、「被虐待者」、「小小的反逆者」、「藝術家」這些隱藏稱號。名字叫做奈斯，在成為魔王前個性溫和，鼬人帝國科學院的人都對他印象不錯。
鼬人魔王
WEB版隱藏在鼬人帝國狄吉馬島迷宮底層之魔王，原為轉生者，名字叫做桂，具有「物品召唤」「自由奔放」「惡行招力」三種特殊技能。在成為魔王前個性就極為惡劣，惹出太多麻煩之後就把他扔到迷宮底層，鼬人帝國科學院的人都對他沒好印象。
蠍人魔王
於第十三捲中被提到，曾經率領著無窮大軍折磨著歐克帝國，並曾於迷宮都市復活過數次
蠱毒魔王
於第十三捲中被提到，曾經以瘟疫與飢荒消滅數個中央小國，並讓沙珈帝國人口減半，並曾於迷宮都市復活過數次
碎嵐魔王
於第十三捲中被提到，曾經操縱龍捲風，毀了希嘉王國許多都市，並曾於迷宮都市復活過數次

## 魔王眷屬
红皮魔族
第五卷登場。上级魔族，LV63，『黄金猪王』的首席干部之一，使用「矣(オジャル)」语尾，是个红皮肤长有类似鹿角的四公尺高魔族，会使用「空间魔法」。被佐藤用圣剑——迪朗达尔擊敗。
青皮魔族
第五卷登場。上级魔族，LV63，『黄金猪王』的首席干部之一，带著「也(ナリ)」语尾，青铜色皮肤且拥有水牛角及两对共四只翅膀，会使用「重力魔法」。被佐藤用圣剑——迪朗达尔擊敗。
黄皮魔族
第六卷登場。上级魔族，LV71，『黄金猪王』的首席干部之一，带著「DEATH(デ-ス)」语尾，黄皮肤且有两颗头，肩膀长出水牛一般的角，会使用「召唤魔法」、「精神魔法」、「焰魔法」等魔法。佐藤将其魔力夺取光后，破坏了其防御魔法，把体力削减了九成后，将其丢到勇者一行人的面前，被勇者隼人用圣剑——阿隆戴特一刀两断打倒。
以「黄衣魔法师」的身分在各地種下了陰謀的種子，但陰謀都被佐藤阻止了。
綠皮魔族
第十一卷登場。上級魔族，『黃金豬王』的首席幹部之一，带著「焉（ザマス）」语尾，操控著波布提瑪在迷宮都市賽利維拉裡活動，為了讓賽利維拉佈滿瘴氣成為適合魔王復活的土壤，做盡了各種各樣欺凌之事。
在一座能够俯视迷宫都市的某座山顶，被佐藤以「圣光铠」技能把「虚拟体」連同本體一起痛揍了一頓。
WEB版在希嘉王都與偽王合作大戰佐藤。
黑色魔族
上級魔族，LV62，『黃金豬王』的首席幹部之一，特徵：神出鬼沒。擁有風、雷、暗黑共三種魔法與格鬥技能。而且還有五個種族的既有能力：「飛行」、「石化的吐息」、「毒」、「自我再生」、「創造同伴」。在聖留市迷宮大戰佐藤。
桃色魔族
上級魔族，『黃金豬王』的首席幹部之一，外觀：年糕狀史萊姆。WEB版在希嘉王都與佐藤及小光大戰。
「燄王」第九卷登場。『狗頭魔王』的眷屬之一，LV82，種族為「焰兽」。身长超过七十公尺，能夠飛行，全身朱紅到红色之间渐层分布的巨大暴龍。被焰辉剑封印在火山岛上，封印解除後，被佐藤以中级攻击魔法「爆缩」擊殺。
「空王」第九卷登場。『狗頭魔王』的眷屬之一，LV87，種族為「大鹏鸟」。跟島嶼一樣巨大的海鳥，使用遇難者的船隻和人與魔物的骨骸作為材料在海上築巢。被佐藤用圣剑——光之剑砍下腦袋。
「海王」
第九卷登場。『狗頭魔王』的眷屬之一。跟島嶼一樣巨大的章魚型海魔，兩萬年前被拉拉其埃沉入海底。被佐藤以一百二十道「光线」聚合而成的集束雷射砍成两半。
「陆王」
第九卷提及到。『狗頭魔王』的眷屬之一。

## 勇者
無名
希嘉王國的當代勇者，有著一頭紫髮並且帶著白色面具的神秘勇者。
無人知曉從何處而來卻在各地留有英雄事蹟的無敵勇者，甚至因為能夠完全操控希嘉王國的護國聖劍「光之劍」而被視作王祖大和的轉世甚至是本人。實際上是由佐藤偽裝而成，從第五卷開始正式登場。
WEB版因討伐魔王，受封為米茲庫尼公爵。

功績：
第五卷：成功討伐黃金豬王。
第六卷：多達七隻的大怪魚群退治並且協助勇者隼人討滅古老的上級魔族。
第八卷：幫助高等精靈退治對世上的八棵世界樹造成危害的數萬宇宙怪生物，因其功績而被八大氏族的高等精靈認可冊封為成為第九聖樹，成為世上所有精靈的恩人。
第九卷：討伐甦醒的狗頭魔王的眷屬「燄王」、「空王」、「海王」並且阻止骸骨王利用拉拉其埃再次君臨世界。
第十三卷：成功討伐復活的狗頭古王。
第十七卷：成功討伐被「自由之光」召喚出來的魔神的產物。
希嘉・大和
約600年前被沙珈帝國召喚的四位勇者當中的其中一位，也是經歷了與黃金豬王的死戰後唯一倖存者。
開創希嘉王國的開國皇帝，因此也被稱作「王祖大和」或是「希嘉大和」，LV.89，被讚譽為歷史上最強的勇者，所以也有著「勇者王」的稱號。因為獨特技能的關係與成為魔王之前的黃金豬王結下友誼，最後為了打敗化作魔王的黃金豬王而用獨有技能將天龍收入帳下。
根據王家流傳的傳說，王祖大和在開創了希嘉王國後便將王位傳與第二代國王夏洛利克・希嘉（因為戰爭而滅亡的孚魯帝國的王家最後血脈），並且長眠於夢晶靈廟中，等待著甦醒的時刻（其實是在異世界的富士龙山上的神廟里冬眠）。
原身份是佐藤在原来世界[日本]的青梅竹马，原名叫高杯光子。名大和是原日本的动漫[网球勇者]人物里角色的名字。
正木隼人（ハヤト・マサキ）
沙珈帝國召喚的當代勇者，LV.69，有著美型運動員的外表。使用著帝國借與的聖劍和聖鎧，搭乘次元穿梭飛艇進行著尋找魔王的旅程。
頗受女性歡迎，不過很遺憾本人卻是蘿莉控，因此相當羨慕隊伍里皆為蘿莉的佐藤，而其中還有著朝思暮想的亞里沙更是令隼人羨慕不已，常對著與佐藤大喊「YES！LOLITA，NO！Touch」。
最終在鼬人國的夢幻迷宮中討伐了鼬人魔王而回歸原來的世界。
技能：
「最強之矛」、「無敵之盾」、「無限再生」、「無限收納」。
持有武裝：
帝國借與：聖劍「阿隆戴特」（Aroundight）、聖鎧「托納斯」。
飞空艇：次元穿梭飛艇「朱尔凡尔纳」。
大作
四百年前沙珈帝國所召喚出來的勇者。因當代的希嘉王國國王長時間的迫害亞人而引發亞人與人類的大規模戰爭，最後迫使沙珈帝國招喚勇者出來平定戰局，而在經歷了無數戰役後身心疲憊，最終選擇在波爾艾南之森隱退安度晚年。在波爾艾南生活的時候給當地的精靈們傳輸了很多不明所以的知識，令佐藤在心中多次吐槽其行徑。
美空千鳥
WEB版沙珈帝國召喚之勇者，有「最強之刀」、「無敵機動」、「無限武器庫」、「先見之明」四個特殊技能，LV60，沙珈帝國在正木隼人回日本後召喚之四名勇者中屬於近身戰鬥型，戰力最強。在鼬人帝國作戰時因過度使用特殊技能而精神崩潰。
被神所召喚的轉移者即使精神崩潰也不會成為魔王，但會成為殺戮機器一輩子追殺魔族。
在魂之杯徹底崩壞之前受到佐籐的救助，經歷長時間的休養後康復，並且在帕里恩神國成功討伐魔王後回歸原來世界。
正義
WEB版沙珈帝國召喚之勇者，特殊技能正義心眼可以看出連斷罪之瞳和看破也無法看出的罪行。露絲絲與菲菲原本是他的從者，但發現正義經常偷看她們兩人的胸部與屁股，被發現後又趕快撇開眼神，兩人感覺很不爽後就離開沙珈帝國。
勇氣
WEB版沙珈帝國召喚之勇者，屬於魔法劍士型勇者，個性自大，但訓練與學習欲望也比一般人更強。
楓
WEB版沙珈帝國召喚之勇者，屬於斥候型勇者，具有使用死靈魔法操作死屍的能力。

## 轉生者
亞里沙
詳見『亞里沙』。
長崎賽恩（ナガサキ ゼン，聲：天田益男）
第二卷登場的原人類的日本轉生者，LV.41，是一個沒有肉體只有骷髏身軀的骷髏人，在骷髏的外表上披著一件黑色斗篷，擁有影魔法的魔法技能與『不死之王』的稱號。
20多年前作為一個普通人生活，在穆諾侯爵領地上過著和平而幸福的人生，但是卻因為未婚妻被當地貴族(是候爵的弟弟)給看上而遭到強奪，被莫須有的罪名關入大牢後遭到處決。通過神所給予的祝福而作為不死者復活，卻見到了家人遭到殺盡和未婚妻遭到凌虐的地獄景象，憤怒之下將死去的家人與過去因同樣遭遇而死去的人通通化作不死怪物，對穆諾領的貴族進行復仇，將侯爵全族與其黨派全數消滅。並在對穆諾領的都市核下詛咒造成領地的貧飢和每個接任穆諾領的新貴族們無法跟都市核結下新契約(據說其詛咒是為了防止類似強奪未婚妻的其候爵的弟弟和候爵、其黨派再出現)，直到穆諾市守城戰中，佐藤暗地裡利用聖劍「朱路拉霍恩」將其詛咒解除。但他也對其侯爵的血親下詛咒(不希望類似強奪未婚妻的其候爵之弟的血脈繼續傳承)。
當復仇完成後原本想要在妻子的墳前結束一生，卻因為神的不死祝福而無法如願，花費了20多年尋找讓自己死亡的方法，甚至還從希嘉王國手中奪取了聖劍「朱路拉霍恩」，但是全都以失敗收場。為了培育勇者，從波爾艾南之森綁架了蜜雅，將精靈的訓練設施「搖籃」解封，最後在佐藤的幫助下達成死亡的願望。
消逝前提醒了佐藤要小心擁有獨特技能的亞里沙，警告他作為一個人類若是濫用神授的力量，將會步向自己的後塵。讓佐藤心裡感到傷感。
其自身的悲劇被後人寫作戲劇，但是卻因為貴族的反彈而遭到竄改，變成了「未婚妻也是貴族」、「不死之王遭到討伐」、「貴族為了保護領地子民而犧牲」的虛擬故事。
班・赫辛
詳見『班・赫辛』。
鐵男
詳見『鐵男』。
小武
詳見『小武』。
尤伊卡
詳見『尤伊卡』。
螢
WEB版轉生者，具有「飢餓耐性」「腐敗耐性」「毒耐性」「病氣耐性」「麻痺耐性」這些耐性系和「健脚」「調和」「無限鹽製」「神聖魔法：扎克恩教」技能，有「札克恩的信徒」、「偽使徒」等稱號，具有將物體鹽化的能力。

## 轉移者
约翰・史密斯
LV13，具有「埋没」、「潜伏」、「回避」、「逸失知識」技能。莉莉歐的前男友，在遺跡喚醒了米特。

## 聖樹
雅伊艾莉洁
詳見『雅伊艾莉洁』。
芙洁
比洛亚南氏族的高等精靈，紅頭髮。
凯洁
布拉伊南氏族的高等精靈。
莎洁
贝里乌南（ベリウナン）氏族的高等精靈。
托扎
兹瓦卡南（ズワカナン）氏族的高等精靈。
露洁
巴勒欧南（バレオナン）氏族的高等精靈。
無名
詳見『無名』。

## 其他
樹精（ドライアド，聲：森永千才）
第二卷登場。樹木的精靈，绿色皮肤，外表年约5、6岁的幼女。在托拉札尤亞的摇篮中曾經协助过佐藤進行攻略，之後在各地遇到時只要一有機會就會要求佐藤轉讓自己的魔力。
赫伊隆
第七卷登場。居住在黑龙山脉的黑色成年巨龍，因為鼬人族的挑撥，侵襲了卢莫克王国。受到卢莫克王国的梅妮亚公主委託，勇者隼人和主角佐藤前去討伐，在佐藤取下插入黑龍下顎的「龙爪矛的枪尖」後離開了卢莫克王国。之後在縱火狂貴族事件中與佐藤交手，在戰鬥結束後和佐藤互相取名得到了「赫伊隆」這個名字。
古龍
WEB版生活在南方大陸的古龍，與黑龍相識，教導佐藤使用原始魔法。傳說在希嘉王國狂王之亂時協助鱗族建立瑞路卡王國。
幼龍
WEB版被綠皮魔族當成替身的綠色幼龍，綠皮魔族被佐藤消滅後由佐藤帶往黑龍山脈交給黑龍教育。
綠龍
WEB版大陸西方多拉庫王國的守護龍，LV69的成年龍。美空千鳥前去挑戰結果被打得渾身傷。
庫洛
勇者無名的隨從，白髮疤臉，身著黑色軍服的冷酷男子。
實際上是由佐藤偽裝而成，「庫洛」是黑龍所取的名字，從第十一卷開始正式登場。
特里斯美吉斯托斯
主人公佐藤用魔法道具在送禮時，隨口編造的煉金術師作者。
托布克澤拉
LV97，又稱大怪魚，在傳說中被豬頭魔王召喚使役的巨大鯨魚魔物，被人稱為「空中要塞」。
第六卷時被黃皮魔族召喚用來襲擊歐尤果克公爵領，但召喚後不久，七条大怪魚就被佐藤當作食材切成肉塊。
古露美·朱雷巴古
WEB版53级的魔法劍士，年齡88歲，外表卻是個美人。與公都巫女長莉莉、迷宮都市公會長索娜、顧問塞蓓爾凱雅同為前任勇者的隨從。是希嘉八劍之首傑夫·朱雷巴古的媽媽。
在優沃克王國(ヨウォーク王國)的小鬼迷宮挑戰迷宮主人失敗，被佐藤所救。